# Toyooka

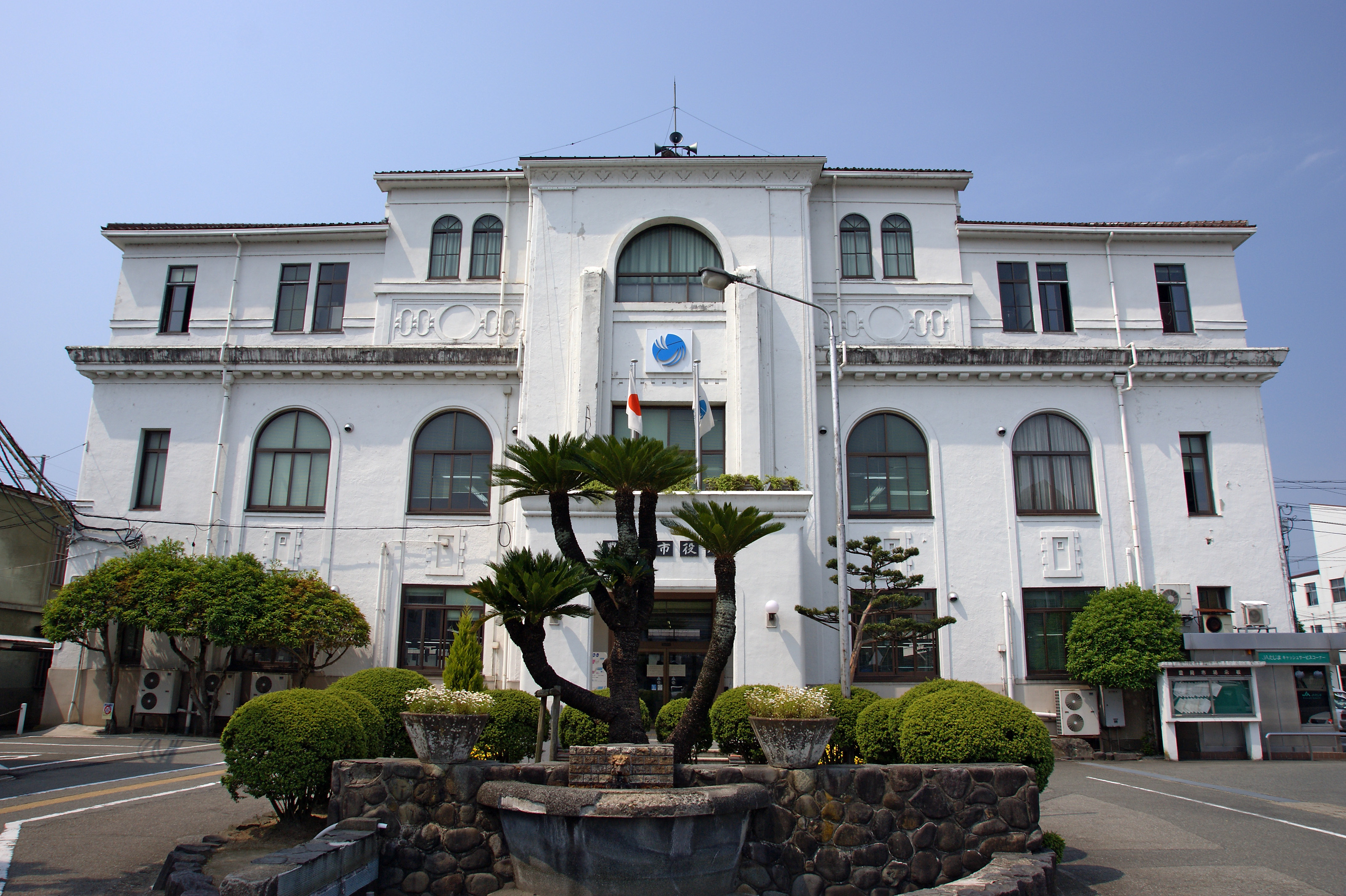
Primăria

Toyooka (豊岡市 Toyooka-shi?) este un municipiu din Japonia, prefectura Hyōgo.